# Steinschlagspitze
De Steinschlagspitze is een 2861 meter hoge berg in de Ötztaler Alpen in het Italiaanse Zuid-Tirol.
De berg ligt in de Weißkam, ongeveer twee kilometer ten zuiden van de grens met Oostenrijk en is bereikbaar vanaf de Kasslerhütte op 2210 meter hoogte.